# Michael Romeo
Michael J. Romeo (Nueva York, 6 de marzo de 1968) es un virtuoso guitarrista estadounidense reconocido por ser el fundador y guitarrista principal de la banda de metal progresivo Symphony X. Influenciado por Steve Vai, Al Di Meola e Yngwie Malmsteen, entre otros, comenzó a tomarse en serio la guitarra a los 18 años después de escuchar los álbumes Blizzard of Ozz y Diary of a Madman, de Ozzy Osbourne. Como solista, ha editado tres álbumes: The Dark Chapter (1995), War of the Worlds, Pt. 1 (2018) y War of the Worlds, Pt. 2 (2022).

## Biografía
Michael comenzó a tocar la guitarra a los 14 años pero hasta los 18 años no se dedicó en serio, tomando como principales influencias a Steve Vai, Al Di Meola, Johann Sebastian Bach, John Williams y Frank Zappa, aunque trazó una inclinación más fuerte hacia el estilo neoclásico de Yngwie Malmsteen. A pesar de esto, Michael mantiene un estilo propio que lo distingue del resto de guitarristas del género al fusionar exóticas escalas y arpegios, ritmos poco comunes y un duro estilo neoclásico. Además, Michael es un compositor, lo que marca la diferencia entre él y muchos otros guitarristas. Todos estos factores hacen que mucha gente lo considere uno de los mejores del metal actual.
A la edad de 19 Michael fue uno de los finalistas de la conocida competición de "Sam Ash Music Store". Sus habilidades y composiciones fueron famosas en revistas como Guitar World, Guitarist Network, Metal Brigade y Burrn!
Aunque Michael ha recibido una gran cobertura en algunas revistas relacionadas con el mundo de la guitarra, es más conocido como guitarrista de la banda de metal progresivo Symphony X, que fundó en 1994 después de la que un sello discográfico japonés se lo pidiera al quedar impresionados por la cinta demo The Dark Chapter.
Michael también ha publicado un vídeo tutorial llamado "The Guitar Chapter", en el cual demuestra su virtuosismo, y su técnica de sweep tapping.
Actualmente utiliza guitarras de la marca japonesa Caparison, de la que tiene su propio modelo signature.

## Influencias
- Jason Becker
- Steve Vai
- Yngwie Malmsteen
- Randy Rhoads
- Al DiMeola
- Allan Holdsworth
- Uli Jon Roth
- Johann Sebastian Bach
- Gustav Holst
- Igor Stravinsky
- John Williams

## Bandas favoritas
- Rush
- Led Zeppelin
- Kansas
- Judas Priest
- Black Sabbath
- Queen
- ELP
- Frank Zappa
- Pink Floyd
- AC/DC
- Megadeth
- Kiss
- Metallica
- Gamma Ray
- Helloween
- Stratovarius
- Rhapsody of Fire
- Heat Master

## Discografía con Symphony X
- Dance Macabre - (Demo, 1994)
- Symphony X - (1994)
- The Damnation Game - (1995)
- The Divine Wings of Tragedy - (1996)
- Twilight in Olympus - (1998)
- Prelude to the Millennium - (1998)
- V: The New Mythology Suite - (2000)
- Live on the Edge of Forever - (2CD en vivo, 2001)
- The Odyssey - (2002)
- Rarities and Demos - (Church Of The Machine Fan Club CD 1, 2005)
- Paradise Lost - (2007)
- Iconoclast - (2011)-(2CD)
- Underworld - (2015)

## Proyecto solista
- The Dark Chapter (1995)
- The Guitar Chapter - Video instructivo para guitarristas (1995)
- Phantom's Opera - Phantom's Opera (1997)
- War of the Worlds, Pt. 1 (2018)
- War of the Worlds, Pt. 2 (2022)